# Ibogain
Ibogain ist ein Indolalkaloid mit im weiteren Sinne halluzinogener Wirkung. Es kommt in verschiedenen Hundsgiftgewächsen vor, vor allem in Tabernanthe iboga.

## Geschichte
Ibogain wurde erstmals 1901 sowohl von Dybowski und Landrin als auch von Haller und Heckel aus der Wurzelrinde der Tabernanthe iboga extrahiert.

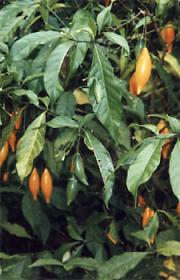
Tabernanthe iboga

Im selben Jahr beobachteten französische Pharmakologen eine ungewöhnliche Art der Erregung bei Tieren. Phisalix vermutete eine halluzinogene Wirkung aufgrund des veränderten Verhaltens von Hunden. Nach weiteren klinischen Tests wurde das Alkaloid zur Unterstützung der Rekonvaleszenz und bei Neurasthenie empfohlen, wurde dann aber kaum eingesetzt. In den 1940er Jahren veröffentlichten Raymond-Hamet und Kollegen Untersuchungen zur pharmakologischen Wirkung auf isoliertes Zellgewebe und das kardiovaskuläre System.
In Frankreich wurde von 1939 bis 1967 ein Stimulans namens Lambarene verkauft. Eine Tablette enthielt 8 mg Ibogain, welches aus Tabernanthe manii, einer Verwandten der Tabernanthe iboga, extrahiert wurde. Ein weiterer Ibogainextrakt, Iperton, wurde als Tonikum verkauft.
Die anspruchsvolle Totalsynthese gelang 1966 George Büchi. Seitdem wurden weitere totalsynthetische Zugänge entwickelt, die sämtlich nur von akademischem Interesse sind.
Iboga und Ibogain sind bereits seit 1967 in den USA verboten (Schedule I). 1989 wurde Ibogain in die Dopingliste des Internationalen Olympischen Komitees aufgenommen.

## Wirkung
Ibogain wirkt in geringen Dosen stimulierend. Höhere Dosierungen (ab 5–10 mg/kg Körpergewicht) lösen Visionen aus, d. h., bei geschlossenen Augen werden in einer Art traumähnlichem Erleben schnelle Abfolgen von Bildern und Filmen gesehen, oft mit intensivem emotionalem und auch religiös-mystischem Empfinden. (Pseudo-)Halluzinationen bei geöffneten Augen treten hingegen kaum auf. Daher ist die Wirkung nicht mit der von bekannteren Psychedelika wie LSD vergleichbar. Es wurde vorgeschlagen, statt „halluzinogen“ das Wort „oneirogen“, d. h. traumerzeugend, zu verwenden. Die Wirkung hält zwischen acht und zwölf Stunden an, wobei die akut visionäre Phase nur vier bis acht Stunden dauert. Rund ein Fünftel der Konsumenten berichtet von subjektiven Nachwirkungen noch 24 Stunden nach der Einnahme, 15 Prozent sogar noch nach 36 Stunden. Noch höhere Dosierungen führen zu Krämpfen, Lähmungserscheinungen und können im Tod durch Atemstillstand enden. Des Weiteren besteht die Gefahr von Herzrhythmusstörungen, was im schlimmsten Fall zum plötzlichen Herztod führen kann.
Ibogain vermindert den Blutdruck, den Appetit und die Verdauungstätigkeit und ist ein schwacher Acetylcholinesterasehemmer.
Es gibt Personen, die auf Ibogaingaben allergisch reagieren; deshalb sollte zunächst stets eine geringe Testdosis verwendet werden, um eine mögliche Reaktion abzuwarten.

## Medizinische Verwendung

### Verwendung zum Drogenentzug
In den 1960er-Jahren entdeckte Howard Lotsof die suchtunterbrechende oder suchtvermindernde Wirkung von Ibogain und erhielt in den 1980er- und 90er-Jahren mehrere US-Patente für die Therapie mit Ibogain. Ein erforschter Effekt ist sowohl die Minderung der Entzugssymptomatik bei Opiatentzug als auch der potenzielle Nutzen in der Behandlung von Nikotin-, Methamphetamin-, Alkohol- und anderer Substanzabhängigkeiten.
Seit Mitte der 1980er Jahre bieten Selbsthilfeorganisationen und Privatleute, aber auch Ärzte, den Entzug mit Ibogain an, sowohl in klinischer wie auch in informeller Umgebung. Während Ibogain in den meisten Ländern zwar nicht als Medikament zugelassen, aber auch nicht illegal ist, hat sich in den USA aufgrund des dortigen Verbots ein Schwarzmarkt gebildet. Dennoch wurde es als Hilfsmittel in der Psychotherapie verwendet.
Der genaue Wirkungsmechanismus, durch den das Alkaloid Abhängigkeiten durchbrechen soll, ist nicht bekannt. Probanden, denen Ibogain verabreicht wurde, beschrieben wiederholt, dass sie während des Rausches Situationen wiedererlebt hatten, die ihrer Meinung nach für ihre Abhängigkeit ausschlaggebend waren. Andere berichteten von Visionen, die ihnen halfen, die ihrer Sucht zugrundeliegenden Ängste zu erkennen und zu überwinden.
Ab 1985 wurden mehrere Patente auf Ibogain zum Entzug von chemischen Substanzen zugelassen, sowie in Bezug auf Kokain und Amphetamin, Alkohol, Nikotin sowie Mehrfachabhängigkeiten.

### Schmerzmanagement
1957 beschrieb Jurg Schneider, Pharmakologe bei CIBA, dass Ibogain die analgetische Wirkung von Morphin potenziert. Es fanden keine weiteren Forschungen dazu statt, bis fast 50 Jahre später Patrick Kroupa und Hattie Wells das erste Protokoll über eine begleitende Gabe von Ibogain mit Opiaten an Menschen veröffentlichte, welches nahelegt, dass Ibogain die Toleranz senke. Es sollte bemerkt werden, dass die Potenzierung der Wirkung von Ibogain eine sehr riskante Prozedur sein könne.

### Psychotherapie
Ibogain wurde als Begleitung für eine Psychotherapie durch Claudio Naranjo eingeführt und in seinem Buch The Healing Journey veröffentlicht und im Jahre 1969 zum Patent angemeldet.

## Pharmakologie
Ibogain soll einen relativ schnellen und schmerzfreien Entzug von Opiaten ermöglichen. Neuere Untersuchungen deuten auf eine Erhöhung des Nervenwachstumfaktors GDNF (Glial Cell Line-Derived Neurotrophic Factor) im Gehirn hin. Im Tierversuch konnte nachgewiesen werden, dass an Alkohol gewöhnte Ratten bei erhöhtem GDNF-Pegel im Gehirn weniger Ethanol konsumierten und auch nach einer zweiwöchigen Abstinenzphase eine geringere Rückfallquote aufwiesen als eine unbehandelte Kontrollgruppe.
Durch die hemmende Einwirkung auf den hERG-Kanal kommt es am Herzen zur QT-Verlängerung.
Ibogain hemmt den Serotonintransporter, und zwar in nicht-kompetitiver und nicht-kovalenter Weise, und unterscheidet sich damit von allen bisher bekannten Inhibitoren plasmalemmaler Monoamintransporter. Es bindet typ-selektiv an Sigma-2-Rezeptoren.
Es wird in der Leber zu Noribogain (12-Hydroxyibogamin) metabolisiert, welches einem moderaten Depot-Effekt unterliegt.
Die bedenklichen Nebenwirkungen von Ibogain schließen die Zulassung als Arzneistoff aus. Bemühungen, verbesserte Wirkstoffe zu entwickeln und ferner den Wirkmechanismus des Abstinenz-Phänomens zu erklären, führten zu einer Reihe von synthetischen Ibogain-Derivaten, wobei das Derivat 18-Methoxycoronaridin (18-MC) in Tierversuchen deutlich geringere Nebenwirkungen als Ibogain zeigte. Ibogain und 18-MC hemmen Nikotin-Rezeptoren des Typs α3β4.

## Rechtslage
Deutsche Ärzte dürfen kein Ibogain verabreichen, es ist allerdings kein illegales Betäubungsmittel.
In den USA ist Ibogain eine unter dem Controlled Substances Act regulierte Klasse-I-Substanz.
Auch in Schweden ist Ibogain als Klasse-I-Substanz reguliert.
In Norwegen fällt Ibogain unter die Anlage 10 der dortigen Vorschriften zum Umgang mit Narkotika und ist daher illegal.